# Lamyra tenebrosus
Lamyra tenebrosus är en tvåvingeart som beskrevs av Esipenko 1974. Lamyra tenebrosus ingår i släktet Lamyra och familjen rovflugor. Inga underarter finns listade i Catalogue of Life.